# All Shall Be Well
All Shall Be Well (Originaltitel: 從今以後, dt.: „Alles ist gut“) ist ein chinesischer Spielfilm von Ray Yeung aus dem Jahr 2024. Die Uraufführung des Dramas fand Mitte Februar 2024 bei der 74. Berlinale statt.

## Handlung
Die beiden Frauen Angie und Pat waren über 30 Jahre lang ein Paar. Als Pat unerwartet stirbt, muss ihre Lebensgefährtin um die gemeinsame Wohnung bangen. Angie beginnt einen späten Emanzipationsprozess. Unterstützung findet sie bei ihrer Wahlfamilie.

## Veröffentlichung und Rezeption
Die Weltpremiere von All Shall Be Well erfolgte am 16. Februar 2024 bei den Internationalen Filmfestspielen Berlin. Dort wurde das Werk in die Sektion Panorama aufgenommen. In ihrer Pressemitteilung hoben die Festivalorganisatoren die weibliche Hauptfigur heraus. Angie sei „eine stille, jedoch umso resilientere Heldin, die nach dem Tod ihrer langjährigen Partnerin Pat ihr Recht auf Besitz und Mitspracherecht“ verteidige.

## Auszeichnungen
All Shall Be Well wurde mit dem Teddy Award für den besten Spielfilm ausgezeichnet.
Im Rahmen seiner Aufnahme in die Panorama-Sektion der Berlinale 2024 gelangte das Werk automatisch in die Auswahl für den Panorama Publikumspreis.